# إيرني كولون
إيرني كولون (بالإنجليزية: Ernie Colón)‏ هو رسام بالرصاص أمريكي، ولد في 13 يوليو 1931 في بورتوريكو في الولايات المتحدة، وتوفي في 8 أغسطس 2019 بسبب سرطان.

## وصلات خارجية
- إيرني كولون على موقع IMDb (الإنجليزية)
- إيرني كولون على موقع قاعدة بيانات الفيلم (الإنجليزية)